# Schonach im Schwarzwald
Schonach im Schwarzwald is een plaats in de Duitse deelstaat Baden-Württemberg en maakt deel uit van de Schwarzwald-Baar-Kreis.
Schonach im Schwarzwald telt 4.022 inwoners.
In Schonach bevindt zich 's werelds grootste koekoeksklok.

## Geboren
- Karl Josef Gollrad (1866-1940), kunstschilder

Bad Dürrheim ·
Blumberg ·
Bräunlingen ·
Brigachtal ·
Dauchingen ·
Donaueschingen ·
Furtwangen im Schwarzwald ·
Gütenbach ·
Hüfingen ·
Königsfeld im Schwarzwald ·
Mönchweiler ·
Niedereschach ·
Schonach im Schwarzwald ·
Schönwald im Schwarzwald ·
St. Georgen im Schwarzwald ·
Triberg im Schwarzwald ·
Tuningen ·
Unterkirnach ·
Villingen-Schwenningen ·
Vöhrenbach